# Dactylochelifer gansuensis
Dactylochelifer gansuensis är en spindeldjursart som beskrevs av Vladimir V. Redikorzev 1934. Dactylochelifer gansuensis ingår i släktet Dactylochelifer och familjen tvåögonklokrypare. Inga underarter finns listade i Catalogue of Life.